# Zmartwychwstanki (botanika)

Widliczka łuskowata Selaginella lepidophylla, otwarta po nawodnieniu

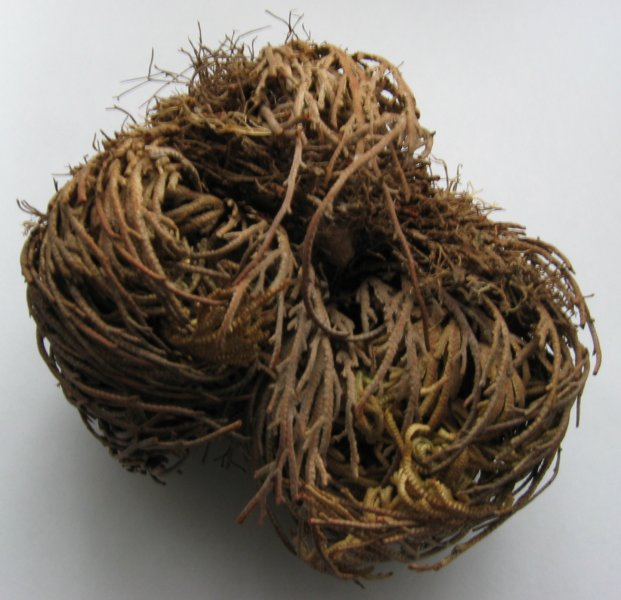
Zasuszona róża jerychońska

Zmartwychwstanki – grupa gatunków roślin wyższych, które są zdolne przetrwać w warunkach skrajnej suszy. Tkanki roślin charakteryzują się dużą odpornością na odwodnienie.

## Charakterystyka
Sukulenty mają postać rozetkową. W czasie suszy zwijają gałązki do siebie, tworząc kulkę, która oderwana przez wiatr od podłoża może toczyć się przez pustynię. W czasie deszczu z powrotem rozwija swoje gałązki, po czym wysypuje diaspory.

## Przykłady
- anastatika rezurekcyjna Anastatica hierochuntica[1] z rodziny kapustowatych; występuje na terenach pustynnych wschodniej części obszaru śródziemnomorskiego,
- widliczka łuskowata Selaginella lepidophylla[1]; należy do widłaków; występuje na suchych obszarach Meksyku, Teksasu i Peru,
- Astericus pygmaeus z rodziny astrowatych; drobna roślina roczna, występuje od Algierii do Beludżystanu; w czasie suszy stula listki koszyczków, natomiast podczas deszczu rozchyla je, by krople deszczu uderzając w otwarty owocostan, wyrzuciły z niego owoce.
- Boea hygrometrica[2]
- oba gatunki z rodzaju Myrothamnus[3][4]